# Gustav Brom

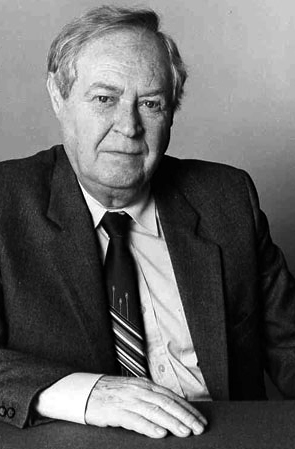
Gustav Brom (1989)

Gustav Brom (* 22. Mai 1921 in Veľké Leváre als Gustav Frkal; † 25. September 1995 in Brünn) war ein tschechischer Jazz-Bigband-Leader und Klarinettist.

## Leben
Brom wurde als Tscheche in der Slowakei geboren, wo sein Vater ein Unternehmen gegründet hatte, das aber schon 1922 bankrottging. Der Vater verließ die Familie und starb kurz darauf. Die Mutter musste nach dem Umzug nach Mähren die Familie als Postsortiererin durchbringen. Brom wuchs deshalb in Kinderheimen auf und besuchte ab 1931 das Gymnasium, wo er eine Musikausbildung erhielt. Als Kind lernte er Geige. Ab 1933 wohnte die Familie in Brünn, wo Brom Musikstunden beim späteren Leiter des Brünner Konservatoriums Tomastik, bei dem er auch nach dem Krieg den Unterricht fortsetzte, erhielt und Klarinette und Saxofon lernte.

## Persönliches
Gustav Brom war seit 1947 verheiratet und hatte einen Sohn und eine Tochter.
Im September 1995 verstarb er im Alter von 74 Jahren in Brünn.

## Gustav-Brom-Bigband
Noch vor dem Krieg gründete er die Band R-Boys. Nach der deutschen Besetzung der Tschechoslowakei war er vier Monate in Haft, da er mit Freunden Flugblätter verteilt hatte, konnte danach noch das Abitur machen, aber nicht mehr wie geplant mit dem Berufsziel Architekt oder Bauingenieur studieren, da die Universitäten geschlossen waren. Aus dieser Situation heraus wurden seine R-Boys der Ursprung der späteren Gustav-Brom-Bigband. 1940 spielten sie im Radhošt-Hotel in Rožnov pod Radhoštěm (Rosenau), in Brünn und Kattowitz. Schon kurz nach dem Zweiten Weltkrieg war Swing-Tanzmusik sehr gefragt und sie spielten in Brünn, Bratislava und Prag (dort im Café Vltava), sowie 1947 mehrere Monate in der Schweiz, was sich allerdings später politisch nachteilig für Brom auswirkte. Mit der Bigband von Karel Vlach waren sie bald in der Tschechoslowakei führend. Sie tourten in den 1950er Jahren durch ganz Osteuropa und waren z. B. 1955 auf der Leipziger Messe sehr erfolgreich. Sie traten auch regelmäßig im Tschechoslowakischen Rundfunk auf, schon ab 1946 im Slowakischen Rundfunk in Bratislava.
Brom bewegte sich vom Dixieland und Swing zu moderneren Arrangements, die sich an Shorty Rogers, Maynard Ferguson, mit dem seine Band auch zusammenarbeitete, und an Quincy Jones orientierten. Die Gustav-Brom-Bigband galt in den 1960er Jahren als eine der führenden europäischen Bigbands. Sie traten auf Festivals in Manchester, Nürnberg, Warschau und in Antibes auf, tourten bis nach Indien und Kuba und wurden in internationalen Kritikerpolls in die Top 10 der Bigbands in der ganzen Welt gewählt. Unter Broms Leitung gab es etwa 250 Auslands-Tourneen. Small Groups (kleinere Besetzungen) aus der Band orientierten sich in ihrer Besetzung am Modern Jazz Quartet. Sie spielten mit Edmond Hall, Ray Conniff, Betty Dorsey, Jimmy Witherspoon, Bill Moody, Jerzy Milian, Diana Ross und den Supremes, Dizzy Gillespie, Bill Ramsey, Peter Herbolzheimer, Albert Mangelsdorff.
Die Band machte zahlreiche Plattenaufnahmen, zuerst in den 1950ern bei Supraphon, u. a. als Begleiter von Sängern wie Karel Gott und Helena Vondráčková aus der Tschechoslowakei und Gery Scott aus England (1957, im Jahr 2006 neu herausgebracht). Kurz nach dem Sputnik-Flug von Juri Gagarin nahmen sie Pozdrav Astronautovi auf, in dem Gustav Brom selbst singt, wie in zahlreichen anderen Aufnahmen.
In den 1950er Jahren gehörte auch der bekannte Bandleader Karel Krautgartner sowie der Bassist Luděk Hulan zur Band. Brom erhielt 1993 den Luděk-Hulan-Jazzpreis der tschechischen Jazzgesellschaft. Seit dem Tod von Gustav Brom im Jahr 1995 steht die Bigband (nunmehr „Gustav Brom Orchestra“ bzw. „Gustav Brom Big Band“ genannt) unter Leitung des noch von Brom designierten Slowaken Vladimír Valovič aus Bratislava.